# ルートヴィヒ・ビーベルバッハ
ルートヴィヒ・ビーベルバッハ（独: Ludwig Georg Elias Moses Bieberbach、1886年12月3日 - 1982年9月1日）は、ドイツの数学者。

## 生涯
ドイツ帝国のヘッセン大公国ゴッデラウ（現リートシュタット）で生まれる。
ハイデルベルク大学とゲッティンゲン大学で学び、1910年の博士号取得ではフェリックス・クラインに指導を受けた。同年にケーニヒスベルク大学の講師となり、1913年にスイスのバーゼル大学教授となった。1915年にフランクフルト大学教授、その後1921年から1945年までベルリン大学教授を務める。
1916年に発表したビーベルバッハ予想は、1985年にルイ・ド・ブランジュが証明するまで、近現代数学で屈指の難問とされた。
ナチ党の熱烈な信奉者で反ユダヤ思想の持ち主であり、ゲルマン民族は幾何学を論理的に解析するがユダヤ人は抽象的にしか思考できないと公言していた。
1938年にプロイセン学士院からイサイ・シューアを追放させるなど、ユダヤ系教授の排斥にも積極的に関わっている。学内では突撃隊の制服を着用して講義していた。
1936年、ユダヤ人の影響を排しドイツ人の数学的業績を示すとして、『ドイツの数学』誌の発行を主導する。親ナチの数学者達によるものではあるが、同誌の掲載論文の一部が現代数学に多くの影響を与えているのも事実である。
敗戦にあたってベルリンのナチ党関係者の多くが米軍に拘束され取り調べを受けたが、ビーベルバッハの尋問を担当したのは、米陸軍に徴用され情報将校となっていた、若き日の科学哲学者アドルフ・グリュンバウムであったという。
戦後は一切の公職から追放され、1982年に西ドイツオーバーバイエルンオーバーアウドルフで死去した。